# Cazalilla
Cazalilla es una localidad y municipio español situado en la parte suroriental de la comarca de la Campiña Jienense, en la provincia de Jaén, comunidad autónoma de Andalucía. Limita con los municipios de Villanueva de la Reina, Espeluy, Mengíbar, Jaén y Fuerte del Rey. Por su término discurre el río Guadalquivir. El municipio cazalillero comprende el núcleo de población de Cazalilla —capital municipal— y el diseminado de La Torre de María Martín.
Tiene una población de 771 habitantes (INE 2024).

## Geografía

### Situación
Integrado en la comarca de la Campiña de Jaén, se encuentra situado a 32 kilómetros de la capital provincial, a 120 de Granada, a 242 de Almería y a 361 de Murcia. El término municipal está atravesado por la carretera A-6075, que conecta Espeluy con la autovía A-4.
| Noroeste: Villanueva de la Reina | Norte: Espeluy      | Nordeste: Espeluy |
| Oeste: Villanueva de la Reina    |                     | Este: Mengíbar    |
| Suroeste: Fuerte del Rey         | Sur: Fuerte del Rey | Sureste: Jaén     |

## Demografía
Cuenta con una población de 771 habitantes (INE 2024).
| Gráfica de evolución demográfica de Cazalilla entre 1842 y 2021                                                       |
| |
| Población de derecho según los censos de población del INE. Población de hecho según los censos de población del INE. |

## Administración y política

### Elecciones municipales
| Elecciones municipales desde 1979                      |      |      |      |      |      |      |      |      |      |      |      |      |
|                                                        | 1979 | 1983 | 1987 | 1991 | 1995 | 1999 | 2003 | 2007 | 2011 | 2015 | 2019 | 2023 |
| PSOE                                                   | 4    | 4    | 3    | 4    | 4    | 5    | 6    | 5    | 5    | 6    | 6    | 6    |
| AP/PP                                                  | -    | 3    | 4    | 3    | 3    | 2    | 1    | 2    | 2    | 1    | 1    | 1    |
| PCE/IU                                                 | 0    | 0    | 0    | -    | -    | -    | -    | -    | -    | -    | -    | -    |
| UCD                                                    | 5    | -    | -    | -    | -    | -    | -    | -    | -    | -    | -    | -    |
| ORT                                                    | 0    | -    | -    | -    | -    | -    | -    | -    | -    | -    | -    | -    |
| PTA                                                    | 0    | -    | -    | -    | -    | -    | -    | -    | -    | -    | -    | -    |
| En negrilla el partido más votado                      |      |      |      |      |      |      |      |      |      |      |      |      |
| Fuente: Datos de las elecciones municipales desde 1979 |      |      |      |      |      |      |      |      |      |      |      |      |

### Alcaldía
| Periodo   | Nombre                                               | Partido |
| --------- | ---------------------------------------------------- | ------- |
| 1979-1983 | Cristóbal Figueras García                            | UCD     |
| 1983-1987 | Juan Zarrías Jareño                                  | PSOE    |
| 1987-1991 | Luis Salido Sánchez                                  | AP      |
| 1991-1995 | Juan Zarrías Jareño                                  | PSOE    |
| 1995-1999 | Juan Balbín Garrido                                  | PSOE    |
| 1999-2003 | Juan Balbín Garrido                                  | PSOE    |
| 2003-2007 | Juan Balbín Garrido                                  | PSOE    |
| 2007-2011 | Juan Balbín Garrido                                  | PSOE    |
| 2011-2015 | Juan Balbín Garrido                                  | PSOE    |
| 2015-2019 | Juan Balbín Garrido 2015: Manuel Jesús Raya Clemente | PSOE    |
| 2019-2023 | Manuel Jesús Raya Clemente                           | PSOE    |
| 2023-act. | Manuel Jesús Raya Clemente                           | PSOE    |

## Cultura

### Fiestas

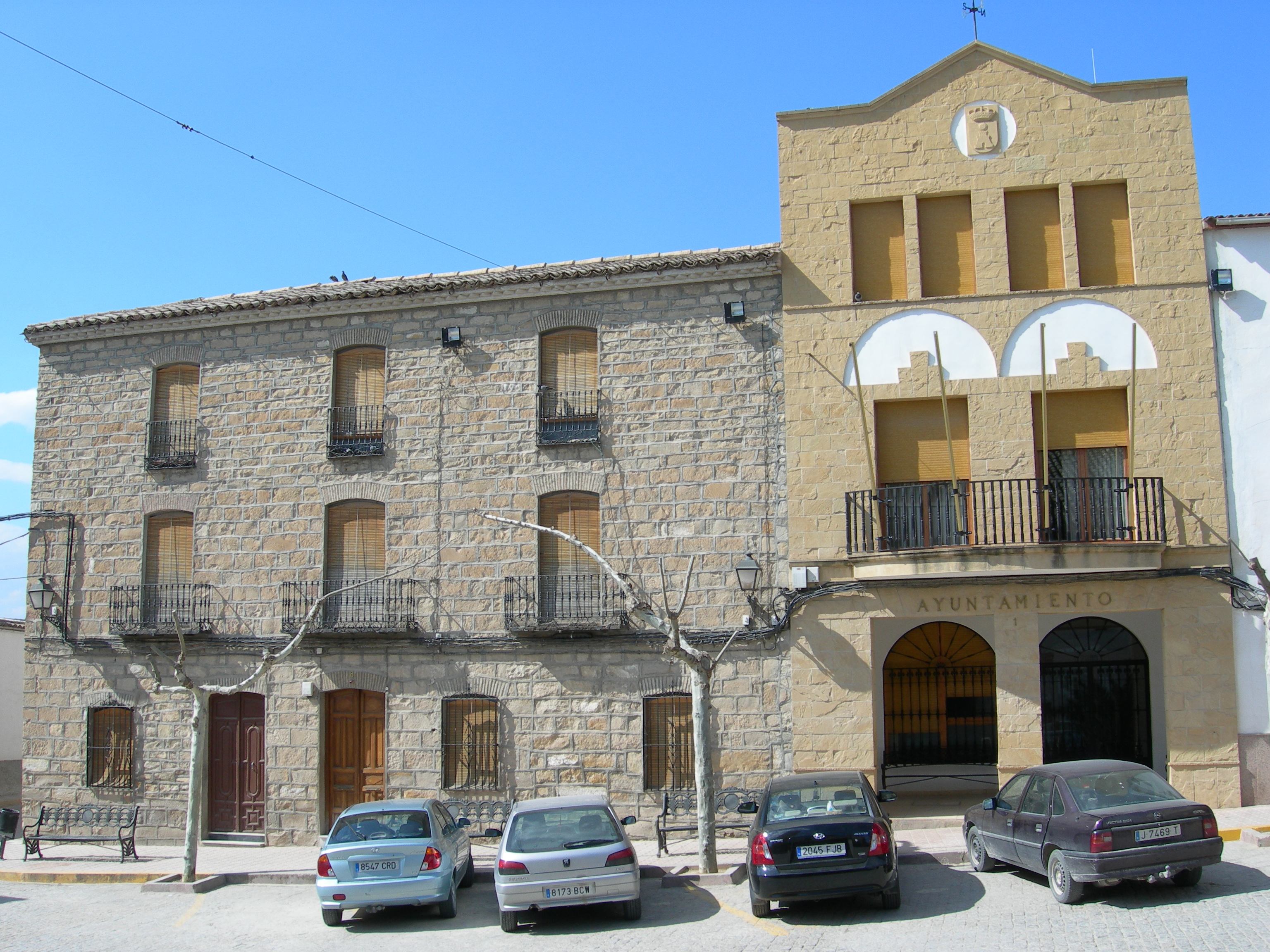
Ayuntamiento de Cazalilla

#### San Blas
Con motivo de la festividad de San Blas, el día 3 de febrero de cada año se lanzaba tradicionalmente una pava viva desde el campanario de la iglesia de Santa María Magdalena. La tradición se remonta al siglo XIX, cuando al parecer se trataba de reconciliar a dos familias enfrentadas, por medio del casamiento, el mismo día 3 de febrero, del hijo de una familia con la hija de la otra. Para celebrarlo, soltaron una pava desde el campanario. Se interpretaba que el afortunado que conseguía atraparla iba a tener buena suerte el resto del año, pero también debía responsabilizarse del cuidado del animal hasta que este muriera por causas naturales. De manera alternativa existe la creencia de que la costumbre deriva de los sorteos populares que las cofradías de Ánimas llevaban a cabo por los pueblos de la provincia.
Sin embargo, desde el año 2015, y debido a la presión social llevada a cabo por partidos y colectivos animalistas, particulares, etc., para el cumplimiento de lo establecido en el artículo 4 de la Ley 11/2003 de 24 de noviembre en cuanto a la protección de animales, el lanzamiento de la pava desde el campanario de la iglesia de Cazalilla fue prohibido.
En 2023 se arrojaron noventa pavas de peluche con un número que daba opción a un premio por sorteo.